# Ernst Otto Fischer

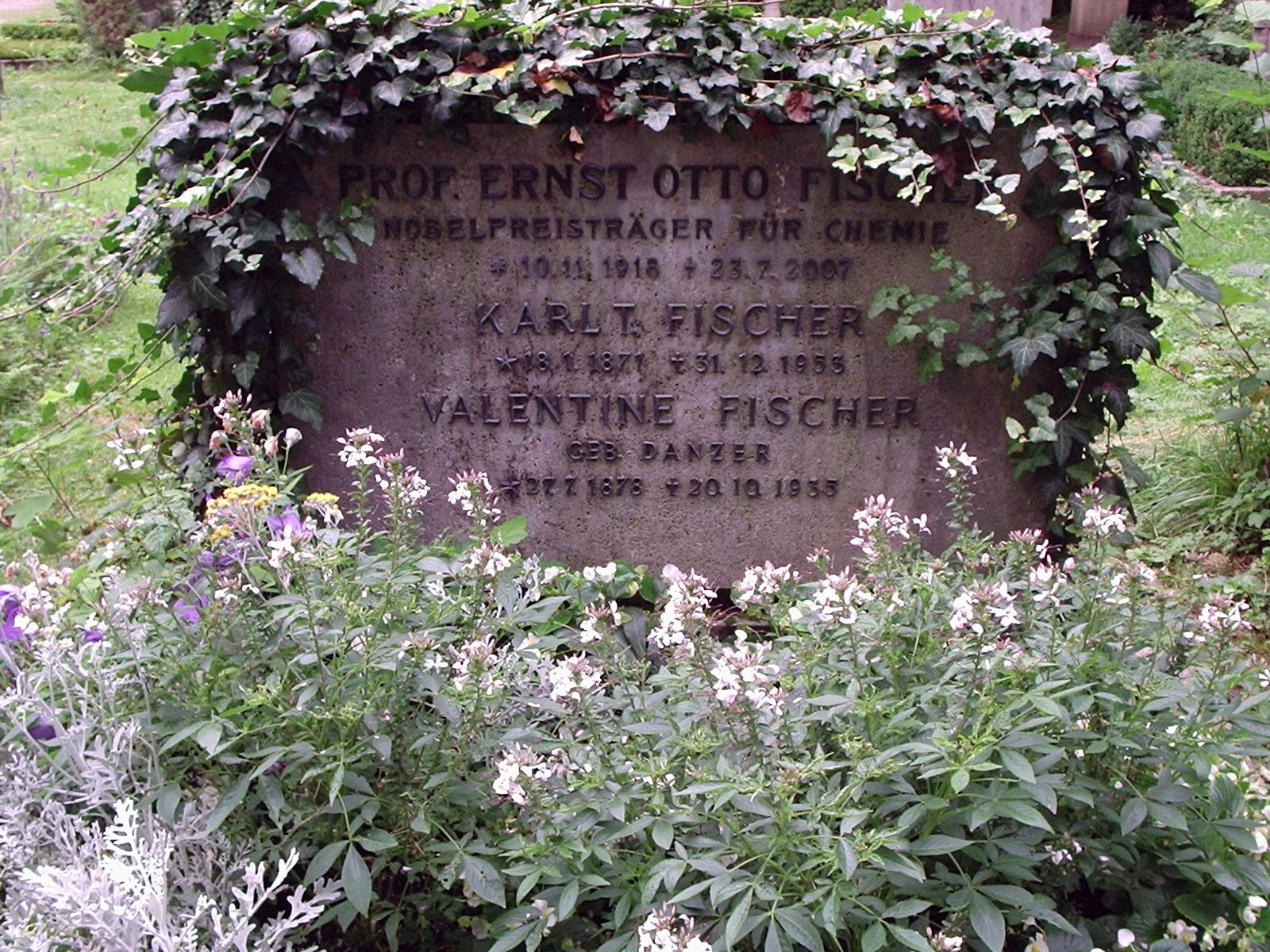
Kubur Ernst Otto Fischer, Perkuburan Solln, Munich (Julai 2012)

Ernst Otto Fischer (Solln, 10 novembre 1918 – Monaco di Baviera, 23 luglio 2007) è stato un chimico tedesco, vincitore del premio Nobel per la chimica per il suo lavoro pionieristico nell'ambito della chimica metallorganica.

## Biografia
Nato a Solln, vicino a Monaco, dal padre Karl T. Fischer, professore di fisica all'Università Tecnica di Monaco, e dalla madre Valentine Danzer, Ernst Otto Fischer si diplomò nel 1937. Prima che ebbe terminato il servizio militare obbligatorio scoppiò la seconda guerra mondiale e dovette prestare servizio in Polonia, Francia e Russia. Durante un periodo di licenza per lo studio, verso la fine del 1941 cominciò a studiare chimica all'Università Tecnica di Monaco. Alla fine della guerra venne rilasciato dagli americani nell'autunno del 1945 e riprese gli studi laureandosi nel 1949.
Nel 1964 venne eletto membro della sezione Matematica/scienze naturali dell'Accademia bavarese delle scienze. Nel 1969 venne nominato membro dell'Accademia Cesarea Leopoldina e nel 1972 ricevette il dottorato onorario dalla Facoltà di Chimica e Farmacia dell'Università di Monaco.

## Attività scientifica
Lavorò alla sua tesi di dottorato come assistente del professore Walter Hieber all'Istituto di Chimica inorganica. La tesi era intitolata I Meccanismi di Reazione del Monossido di Carbonio con Sali di Nichel(II) in Presenza di Ditioniti e Sulfossilati. Dopo avere conseguito il dottorato nel 1952, continuò a occuparsi della chimica metallorganica dei metalli di transizione pubblicando I Complessi Metallici di Ciclopentadieni e Indeni. Nel 1955 tenne conferenze all'Università Tecnica e successivamente dal 1957 fu nominato professore. Nel 1964 divenne direttore del Dipartimento di Chimica Inorganica.
Fischer tenne conferenze in tutto il mondo sui complessi metallici dei ciclopentadienili, indenili, olefine e metallo-carbonili. Negli anni 1960, il suo gruppo di ricerca scoprì un metallo-alchilidene e complessi alchilidinici, che da allora furono chiamati rispettivamente carbeni e carbini di Fischer. In totale pubblicò circa 450 articoli e tra le sue molte conferenze all'estero figurano anche quelle all'Università del Wisconsin (1969), all'Università della Florida (1971) e al Massachusetts Institute of Technology (1973).
Tra i molti riconoscimenti che ricevette spicca il premio Nobel per la chimica assegnatogli nel 1973, insieme con Geoffrey Wilkinson, "per il suo lavoro sui composti metallorganici".